# فيرنر شنايدر (نمساوي)
فيرنر شنايدر (بالألمانية: Werner Schneyder)‏‏ (25 يناير 1937 في غراتس - 2 مارس 2019 في فيينا) مقدم تلفزيوني، وصحفي، وكاتب من النمسا.

## روابط خارجية
- فيرنر شنايدر على موقع IMDb (الإنجليزية)
- فيرنر شنايدر على موقع مونزينجر (الألمانية)
- فيرنر شنايدر على موقع ألو سيني (الفرنسية)
- فيرنر شنايدر على موقع ميوزك برينز (الإنجليزية)
- فيرنر شنايدر على موقع أول موفي (الإنجليزية)
- فيرنر شنايدر على موقع ديسكوغز (الإنجليزية)
- فيرنر شنايدر على موقع قاعدة بيانات الفيلم (الإنجليزية)
- فيرنر شنايدر على موقع كينوبويسك (الروسية)